# Pancuronium
Le pancuronium est un curare non dépolarisant de la famille des aminostéroïdes, commercialisé sous forme de bromure de pancuronium (Pavulon). Il est utilisé comme myorelaxant en anesthésie générale et chez les patients de réanimation.

## Effets pharmacologiques
Antagoniste compétitif de l'acétylcholine au niveau de la plaque motrice, le pancuronium induit une paralysie de la musculature volontaire en trois à cinq minutes après une injection intraveineuse, permettant de bonnes conditions d'intubation trachéale et un relâchement musculaire indispensable dans certaines chirurgies (notamment abdominales). Toutefois, sa très longue durée d'action (100 minutes en moyenne, avec récupération totale au bout de 120 à 180 minutes) l'a fait pratiquement abandonner en anesthésie (sauf pour les interventions de longue durée nécessitant un relâchement musculaire complet). Il reste largement utilisé par les réanimateurs, notamment en raison de son faible coût.

## Autre usage
Le bromure de pancuronium est également l'un des produits utilisés aux États-Unis lors des exécutions par injection létale des condamnés à mort.
Dans une lettre ouverte au patron d'Hospira publiée dans The Lancet, 25 médecins renommés demandent à la firme pharmaceutique de contrôler la distribution du pancuronium afin d'empêcher que ce relaxant musculaire soit utilisé pour tuer des prisonniers. Hospira a déjà mis fin à sa production de thiopental, également utilisé dans le cocktail létal, pour des raisons éthiques en 2011.

## Antidote
L'antidote du pancuronium (et de tous les curares non-dépolarisants) est la néostigmine. Le sugammadex pourrait également être utilisé dans un avenir proche.